# Хрунина, Екатерина Александровна
Екатерина Александровна Хрунина (род. 18 марта 1994) — российская самбистка и дзюдоистка, бронзовый призёр чемпионата России по самбо 2016 года, победитель и призёр всероссийских турниров, мастер спорта России. Студентка Тамбовского государственного университета имени Г. Р. Державина. По самбо выступала в полулёгкой весовой категории (до 57 кг). Наставником Хруниной был Роман Чумаков.

## Спортивные результаты
- Первенство ЦФО по дзюдо среди юниоров 2013 года — [1];
- III летняя Спартакиады молодежи Центрального федерального округа и Москвы — [2];
- Чемпионат России по самбо 2016 года — ;
- Всероссийский турнир по дзюдо памяти ЗТР А. Ф. Малина — [3];